# Billy Graham
William Franklin "Billy" Graham, Jr., KBE (n. 7 noiembrie 1918, Charlotte, Carolina de Nord, SUA – d. 21 februarie 2018, Montreat⁠(d), Carolina de Nord, SUA) a fost un evangelist⁠(d) creștin, pastor de orientare baptistă de sud⁠(d), care a devenit celebru în 1949 prin atragerea unui grup masiv de protestanți moderați, deveniți baza aderenților săi. 
La nivel mondial, Billy Graham este cel mai renumit predicator baptist din a doua jumătate a secolului 20 și una dintre cele mai notorii personalități americane ale acestei perioade. Aducînd mesajul unei a doua renașteri⁠(d), Billy Graham este renumit pentru adunările evanghelistice organizate în întreaga lume, care au produs convertiri masive. Invitat obișnuit al Casei Albe sub zece președinți americani, începând cu Harry S. Truman, pastorul Billy Graham este una dintre cele mai mediatizate personalități din Statele Unite ale Americii.

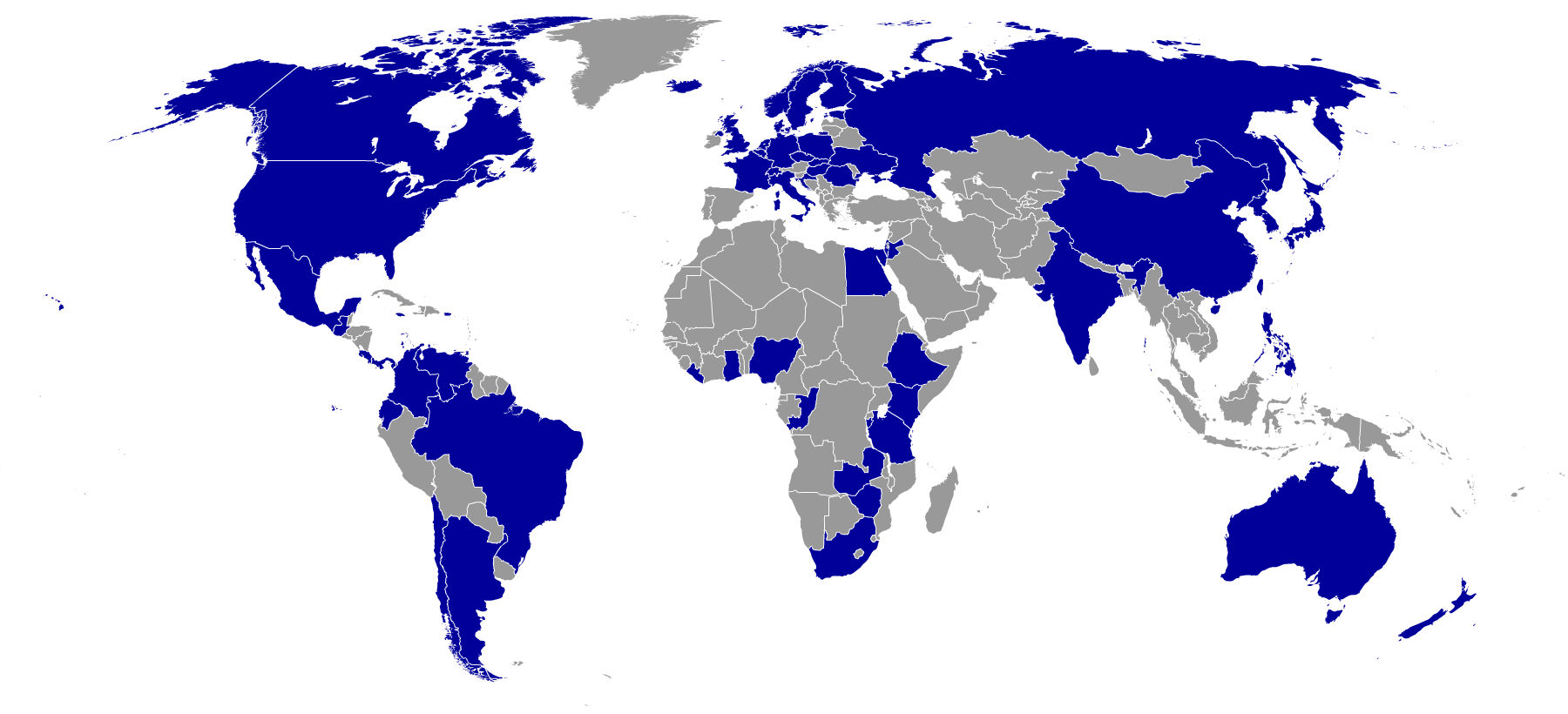
Țările în care a evanghelizat Billy Graham sunt colorate cu albastru

## Lucrări publicate
- Calling Youth to Christ (1947)
- America's Hour of Decision (1951)
- I Saw Your Sons at War (1953)
- Peace with God (1953, 1984)
- Freedom from the Seven Deadly Sins (1955)
- The Secret of Happiness (1955, 1985)
- Billy Graham Talks to Teenagers (1958)
- My Answer (1960)
- Billy Graham Answers Your Questions (1960)
- World Aflame (1965)
- The Challenge (1969)
- The Jesus Generation (1971)
- Angels: God's Secret Agents (1975, 1985)
- How to Be Born Again (1977)
- The Holy Spirit (1978)
- Evangelist to the World (1979)
- Till Armageddon (1981)
- Approaching Hoofbeats (1983)
- A Biblical Standard for Evangelists (1984)
- Unto the Hills (1986)
- Facing Death and the Life After (1987)
- Answers to Life's Problems (1988)
- Hope for the Troubled Heart (1991)
- Storm Warning (1992)
- Just As I Am: The Autobiography of Billy Graham (1997, 2007)
- Hope for Each Day (2002)
- The Key to Personal Peace (2003)
- Living in God's Love: The New York Crusade (2005)
- The Journey: How to Live by Faith in an Uncertain World (2006)
- Nearing Home: Life, Faith, and Finishing Well (2011)
- The Heaven Answer Book (2012)
- The Reason for My Hope: Salvation (2013)[15]